# Лихтенштейн, Альфред фон
Альфред фон Лихтенштейн (нем. Alfred Aloys Eduard von Lichtenstein; 11 июня 1842, Прага — 8 октября 1907, замок Фрауэнталь) — принц дома Лихтенштейнов, сын Франца де Паула и графини Юлии Потоцкой (1818—1895). Внук князя Иоганна I, двоюродный брат и муж сестры суверенного князя Франца I.
В 1903 году стал 1143-м рыцарем австрийского Ордена Золотого руна.

## Семья и дети
Альфред Лихтенштейн 26 апреля 1865 года женился в Вене на Генриетте Марии Норберте, дочери Алоиза II. У них было десять детей:
- княгиня Франциска Мария Иоганна (21 августа 1866 — 23 декабря 1939), замуж не выходила и детей не имела
- князь Франц де Паула Мария (24 января 1868 — 26 августа 1929), не женился и детей не имел
- княгиня Юлия (24 января 1868 — 24 января 1868), умерла при рождении
- князь Алоиз (1869—1955), который в 1923 году отказался от своих прав на лихтенштейнский трон в пользу своего сына Франца Иосифа II, 8 детей
  - Франц Иосиф II (1906—1989), князь Лихтенштейна с 1938 года.
  - Мария Терезия (1908—1973)
  - Карл Альфред (1910—1985)
  - Георг Гартман (1911—1998), женат на Марии Кристине Вюртембергской
  - Ульрих (1913—1978),  женат не был
  - Мария Генриэтта (1914—2011)
  - Алоиз  (1917—1967)
  - Генрих Хартнейд (1920—1993)
- княгиня Мария Терезия Юлия (9 сентября 1871 — 9 апреля 1964), замуж не выходила и детей не имела
- князь Иоганн  Альфред Мария Каспар Мельхиор Бальтазар (6 января 1873 — 3 сентября 1959), с 1921 года — 1.220-й рыцарь Ордена Золотого руна, который 6 сентября 1906 года в Будапеште женился на Марии, графине Андраши фон Синк-Сент-Кирали унд Красна-Горка, 3 детей:
  - Альфред Геза (1907 - 1991)
  - Иоганн Франц (1910 - 1975)
  - Константин (1911 - 2001)
- князь Альфред Роман (6 апреля 1875 — 25 октября 1930), 19 февраля 1912 года женился в Мюнхене на Терезии Марии, княгине цу Эттинген-Эттинген унд Оттинген-Валлерштайн, 4 детей:
  - Мария (1913—1992)
  - Ханс-Мориц (1914—2004)
  - Генрих (1916—1991)
  - Элеонора (1920—2008)
- князь Гейнрих Алоиз Мария Иосиф (21 июня 1877 — погиб в бою 16 августа 1915 года под Варшавой), не женился и детей не имел
- князь Карл Алоиз (16 сентября 1878 — 20 июня 1955), в 1921 году женился на Елизавете, княгине фон Урах, графине фон Вюртемберг (дочь Вильгельма, герцога фон Урах, который в 1918 году был провозглашен королём Литвы).
  - Вильгельм Альфред (1922–2006)
  - Мария Жозефина (1923–2005)
  - Франциска (1930–2006)
  - Вольфганг (род. 1934)
- князь Георг Гартманн Иосиф Мария Матхаус (22 февраля 1880 — 14 апреля 1931)